# Metrodora rana
Metrodora rana är en insektsart som beskrevs av Bolívar, I. 1887. Metrodora rana ingår i släktet Metrodora och familjen torngräshoppor. Inga underarter finns listade i Catalogue of Life.